# Der neue Schreibtisch
Der neue Schreibtisch ist eine kurze, deutsche Stummfilmgroteske aus dem Jahr 1914 mit dem Münchner Volkskomiker Karl Valentin, der auch das Drehbuch verfasste, in der Hauptrolle. Das Drehbuch entstand nach der gleichnamigen Veröffentlichung im Münchener Bilderbogen, Nr. 1018, von Emil Reinicke.

## Handlung
Der Büroschreiber Dürr bekommt ein neues Schreibpult geliefert. Geliefert wird es von einem an Pat und Patachon erinnernden Möbelpacker-Duo: dem hochgewachsenen Tischler, der das Stück angefertigt hat, und seinem winzigen Gehilfen. Beide wuchten das Möbelstück von der Straße in das Büro des dürren Sekretärs. Rasch wird dem Belieferten klar, dass das Schreibmöbel ein Stehpult ist, zum Schreiben im Sitzen denkbar ungeeignet. Dürr will sich sogleich beschweren, doch der hünenhafte Tischler setzt ein grimmiges Gesicht auf und verlangt trotz des Einwands des Sekretärs die Bezahlung, und auch der Winzling will ohne Trinkgeld nicht gehen.
Nun steht der Büroschreiber ratlos vor seinem neuen Arbeitsgerät. Da hat er eine Idee: Er nimmt sich eine Säge und beginnt die Tischbeine zu verkürzen. Dabei sägt Dürr so viel Holz ab, dass aus dem Stehpult ein zu niedriges Sitzpult wird. Nun ist der ebenfalls angelieferte Stuhl deutlich zu hoch, so dass auch der entsprechend gekürzt werden muss. Wieder greift Sekretär Dürr zur Säge. In blanker Raserei, wütend über das angeblich in verkehrten Maßen hergestellte Pult, den dazugehörigen Stuhl, den Tischler, der in seinen Augen alle Schuld an dem Schlamassel trägt und letztlich auch über sich selbst, nimmt das Malheur seinen Lauf: Dürr sägt und sägt, bis er buchstäblich auf dem Boden sitzt. Der Stuhl hat keine Beine mehr, das Pult nur noch Stümpfe.
Um Platz für Dürrs endlos lange Beine zu schaffen, bohrt der Verzweifelte nun auch noch Löcher in den Fußboden. Nun scheint alles perfekt, und Dürr kann endlich anfangen zu schreiben. Doch ist der Boden unter ihm jetzt derart instabil geworden, dass Dürr mitsamt seinem verstümmelten Arbeitsgerät durch die Decke ein Stockwerk tiefer, in den unter seiner Schreibstube gelegenen Friseurladen, kracht. Schließlich wirft man ihn auf die Straße hinaus, wo mit der Anlieferung des Schreibpults das ganze Elend begann.

## Produktionsnotizen
Der 1913 oder 1914 gedrehte Film, weitgehend ein Einpersonenstück, passierte 1914 die Zensur und wurde wohl noch im selben Jahr uraufgeführt. Die Länge des Einakters beträgt 206 Meter, das entspricht einer ungefähren Spieldauer von gut elf Minuten.
Wie in Valentins besten Frühwerken lebt auch dieser Film ganz von Valentins klapperdürrer Körperlichkeit und dem Kampf des Protagonisten mit der Tücke des Objekts, die in purem Aktionismus ausartet und in Chaos endet.

## Einschätzung
In der Einschätzung dieses Films hieß es ein Jahrhundert später: „"Der neue Schreibtisch" ist sicherlich Valentins frühes Meisterwerk. Der Film greift ein Lieblingsthema der frühen Filmgroteske auf, das im deutsche Kino bemerkenswerterweise sonst ausgeblendet ist: die systematische Zerstörung des bürgerlichen Hauses als Inbegriff bürgerlicher Ordnung.“
Jan-Christopher Horak schreibt:
„Valentins Krieg gegen den eigenen Körper und die Tücke des Objekts nimmt hier extreme Formen an. Auf das Körperliche weist schon die zweite Einstellung des Films hin, wenn Valentins lange, ausgemergelte Gestalt den Riesen von Tischler mit seinem kleinwüchsigen Gehilfen konterkariert. An seinem neuen Schreibtisch sitzend, baumeln Valentins Beine überm Boden, mit den langen Armen kann er kaum das Tintenfaß erreichen, und mit dem Kopf sitzt er zu tief, als daß er sehen könnte, was er schreibt. Deshalb versucht er krampfhaft, seine Beine in kniender Stellung auf dem Stuhl unterzubringen. Wachsender Zorn bemächtigt sich seiner, bis er mit der Hand auf den Schreibtisch haut und sich dabei verletzt. Nachdem er Säge und Zollstock geholt hat, muß er sich in unmöglicher Weise verdrehen, weil er die Säge beim Ausmessen des Tisches nicht aus der Hand legen will. Fast schneidet er sich den Daumen ab, als er die gemessene Stelle mit der Säge zu erreichen sucht. Je mehr er sägt, umso wilder und verworrener agiert er, bis er schließlich einen Hammer nimmt und die Stuhlbeine einfach abschlägt. (…) Je krampfhafter er mit dem Schreibtisch, quasi eine Verlängerung seines eigenen Körpers, fertig zu werden sucht, umso mehr zerstört er ihn. Schließlich stöhnt Valentin, auf dem abgesägten Stuhl am Boden sitzend, die Beine waagrecht unter den Schreibtisch gestreckt: „Ach Gott, wie tief bin ich gesunken!“ (…) Für das Kinopublikum bietet dieses Schauspiel von Qual und Pein die Gelegenheit zu sadistischem Vergnügen.“